# Cartago (cratera)
Cartago é uma cratera marciana. Tem como característica 37.5 quilômetros de diâmetro. Deve o seu nome a Cartago, uma cidade na Costa Rica.